# Российский совет по международным делам
Росси́йский сове́т по междунаро́дным дела́м (РСМД) — российская некоммерческая организация в сфере внешней политики и международных отношений. Основан в 2011 году в соответствии с распоряжением президента Российской Федерации Д. А. Медведева. Среди учредителей организации — МИД России, Минобрнауки России, РАН, РСПП, информационное агентство «Интерфакс».
Основные цели совета — организация диалога между различными внешнеполитическими кругами — дипломатами, экспертами, бизнесом и гражданским обществом, предоставление агрегированного мнения по различным международным вопросам, экспертное обсуждение внешней политики государства, поиск путей решения международных и глобальных проблем. Является одним из инструментов публичной дипломатии и «мягкой силы» России в мире. По мнению некоторых наблюдателей, Совет создан, чтобы прорабатывать и тестировать настроения элит и общества в направлении интеграции России в европейское пространство.

## Структура

### Президиум
- Иванов Игорь Сергеевич — президент РСМД, бывший министр иностранных дел России;
- Руденко Андрей Юрьевич — заместитель министра иностранных дел Российской Федерации;
- Лукьянов Фёдор Александрович — главный редактор журнала «Россия в глобальной политике»;
- Тимофеев Иван Николаевич — кандидат политических наук, генеральный директор РСМД;
- Песков Дмитрий Сергеевич — пресс-секретарь президента Российской Федерации.

### Члены
В Совет входит 158 индивидуальных членов из числа дипломатов, военных, бизнесменов, ученых и журналистов, а также 17 корпоративных членов — 11 университетов и 6 корпораций.

## Деятельность
РСМД организует международные конференции с участием российских и иностранных политических деятелей, бизнесменов, ученых и журналистов, проводит круглые столы, экспертные семинары, зимние и летние школы, инициирует научные исследования, издает информационные и аналитические материалы.
Направления деятельности:
- Исследовательская работа и экспертиза;
- Образовательная и просветительская работа;
- Коммуникационная и публичная деятельность;
- Международное сотрудничество;
- Издательская деятельность;
- Проведение публичных лекций.

Имеет сайт на русском и английском языках, на котором публикуются комментарии, интервью, блоги и статьи российских и иностранных экспертов по вопросам международных отношений, мировой политики и экономики (на начало 2013 года на сайте опубликовано 800 экспертных комментариев), а также международные статистические данные, индексы, электронные библиотеки, периодика, инфографика, справочная информация.
С 2013 года входит в состав учредителей журнала «Россия в глобальной политике».
Частично финансируется из федерального бюджета. По сведениям журнала «Коммерсантъ-Власть», бюджет организации составляет 100 млн рублей в год; кроме того, корпоративное членство для компаний предполагает взнос в 1 млн руб. в год.
Входит в рейтинг аналитических центров «The Global Go To Think Tank Index» Пенсильванского университета: 2-е место среди новых аналитических центров, 35-е — в категории Think Tank to Watch, 60-е — среди центров Центральной и Восточной Европы.

## Санкции
22 сентября 2023 года, на фоне вторжения России на Украину, Российский совет по международным делам включён в санкционный список Канады против организаций причастных к депортации украинских детей в Россию, а также за создание и распространение дезинформации и пропаганды.